# Gry Østvik
Gry Østvik (14 de agosto de 1963) es una deportista noruega que compitió en biatlón. Ganó dos medallas de plata en el Campeonato Mundial de Biatlón, en los años 1984 y 1985.

## Palmarés internacional
| Campeonato Mundial | Campeonato Mundial  | Campeonato Mundial | Campeonato Mundial |
| Año                | Lugar               | Medalla            | Prueba             |
| ------------------ | ------------------- | ------------------ | ------------------ |
| 1984               | Chamonix (Francia)  | Medalla de plata   | Relevo             |
| 1985               | Egg am Etzl (Suiza) | Medalla de plata   | Relevo             |